# Laminacauda dysphorica
Laminacauda dysphorica é uma espécie de aranhas araneomorfas da família Linyphiidae encontrada no Peru e na Bolívia.  Esta espécie foi descrita pela primeira vez em 1986, pelo biólogo Keyserling.